# Disteismo
Disteismo (dal greco δυσ- dys-, "cattivo" e θεός theos, "Dio") è la convinzione che un Dio non è del tutto buono ed è forse malevolo. Le definizioni del termine variano alquanto, con un autore che lo definisce come "dove Dio decide di diventare malevolo". L'ampio tema del disteismo esiste da millenni, come dimostrato da divinità malevole che si trovano nei sistemi di credenze politeiste (ad esempio nella religione greca gli dèi possono essere al contempo benevoli o egoisti, capricciosi, neutri e malevoli; oppure con la figura di Loki nella mitologia norrena, Arimane nel mazdeismo, ecc.) e dalla vista di altre rappresentazioni di esseri supremi (come quelli delle religioni abramitiche, in particolare l'Antico Testamento, nei passi in cui Yahweh punisce gli israeliti per lievi mancanze), rappresentati come iracondi, vendicativi e punitivi. 
Nelle religioni politeiste, e non, vi possono essere divinità buone o meno, o divinità semplicemente volubili, o soggette esse stesse a leggi immutabili di destino, Fato o karma.
Ad esempio la locuzione latina Stat sua cuique dies ("A ciascuno è dato il suo giorno"), è attribuita da Virgilio, nell'Eneide X, 467) allo stesso Giove/Zeus, rivolto a Ercole. Ercole, l'Alcide, piange per l'approssimarsi della morte di Pallante per mano di Turno, e il padre degli dèi lo consola con queste parole, ricordando poi la fine immatura del figlio Sarpedonte sotto le mura di Troia, che lui non ha potuto salvare. L'intera frase recita: Stat sua cuique dies, breve et inreparabile tempus / Omnibus est vitae ("A ciascuno è dato il suo giorno, il tempo della vita / è breve e irreparabile per tutti", Aen. X, 467-468). 
Questo perché, come in Omero, nemmeno il padre degli dei può modificare il Fato filato dalle Moire o Parche (secondo Platone e l'orfismo ciò è dovuto alla metempsicosi), il tempo di vita e della morte è stabilito e immutabile. Questo ricorda la frase che la Sibilla Cumana rivolge a Enea quando visita gli inferi e incontra Palinuro: desine fata deum flecti sperare precando ("cessa di sperare di cambiare i fati degli dei con la preghiera"). Ciò che "è deciso" non può essere modificato nemmeno dagli dèi, che rimangono indifferenti.